# Mietałłurg Żłobin (hokej na lodzie)
Mietałłurg Żłobin (biał. Хакейны Клуб Металург-Жлобін – Chakiejny Klub Mietałurh Żłobin, ros. Хоккейный Клуб Металлург Жлобин – Chokkiejnyj Klub Mietałłurg Żłobin) – białoruski klub hokeja na lodzie z siedzibą w Żłobinie.

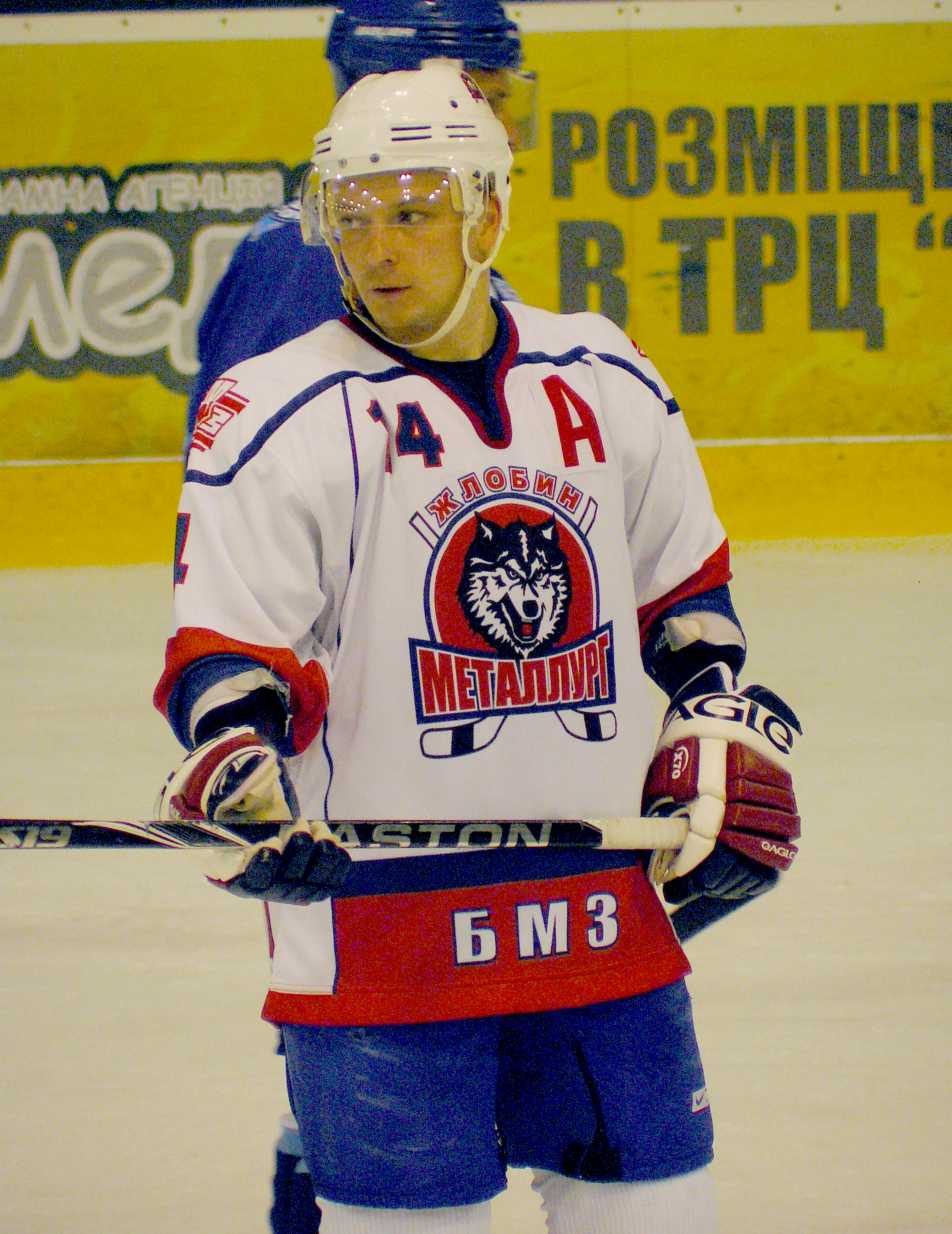
Andrei Makrov w barwach Mietałłurga (2010)

## Dotychczasowe nazwy
- Mietałłurg Żłobin (1984–1989)
- Biełstal Żłobin (1989–1996)
- Mietałłurg Żłobin (2006–)

## Sukcesy
- Srebrny medal mistrzostw Białoruskiej SRR: 1990
- Złoty medal mistrzostw Białoruskiej SRR: 1991
- Złoty medal mistrzostw Białorusi: 2012, 2022
- Srebrny medal mistrzostw Białorusi: 2013
- Brązowy medal mistrzostw Białorusi: 2009, 2011
- Występy w Wschodnioeuropejskiej Lidze Hokejowej: od 1994
- Zwycięstwo w sezonie zasadniczym Ekstraligi białoruskiej: 2011/2012
- Puchar Białorusi: 2011
- Finalista Pucharu Białorusi: 2010
- Drugie miejsce w Pucharze Kontynentalnym: 2013

## Szkoleniowcy
Trenerem w klubie był Aleh Mikulczyk. W 2015 trenerami zostali Andriej Kołesnikow i Alaksandr Haurylonak. Ten drugi w styczniu 2019 został mianowany p.o. głównego trenera. W maju 2019 głównym trenerem został mianowany Anatolij Stepanyszczew, jednak po tym jak Federacja Hokeja Białorusi odmówiła zatwierdzenia tej decyzji, został on asystentem szkoleniowca Eduarda Valiullina. Potem Stepanyszczew objął formalnie stanowisko głównego trenera. Do jego sztabu trenerskiego weszli rodacy Anatolij Chomenko i Ihor Karpenko. W maju 2021 nowym szkoleniowcem został Dmitrij Krawczenko, a do jego sztabu weszli Dmitrij Sajalin, Eduard Valiullin, Nikita Osipow, Siergiej Zadorożny.